# Statusová inkonzistence
Statusová inkonzistence (status – latinsky, znamená stav, postavení, inkonzistence – nesoudržnost, nestálost, v sociologické literatuře bývají jako synonyma používány i výrazy statusová (in)kongruence a statusová krystalizace) je jev, při kterém dochází ke kombinování vysokého postavení v některých dimenzích s nízkým postavením z hlediska dimenzí jiných. Dimenzí v tomto slova smyslu se rozumí jedna ze čtyř škál, použitých Gerhardem Lenskim v padesátých letech 20. století – vzdělání, zaměstnání, příjem a etnický původ. Jako příklad ze současnosti lze uvést vědce a učitele, kteří disponují vysokým vzděláním a odbornou prestiží, ale nízkým příjmem a podílem na moci.

## Historie
Pojem statusová inkonzistence se začal užívat ve čtyřicátých letech 20. století, kdy E. Benoit Smullyan reagoval na Weberův koncept třídy, statusu a strany. Zastával názor, že pozice jedince na těchto jednotlivých stratifikačních škálách nemusí být shodná. V průběhu historie bylo na analýzu statusové konzistence vznášeno stále více nároků. Tři dimenze vertikální diferenciace společnosti (vzdělání, povolání, příjem) se ukázaly být nedostatečné, a proto byly rozšířeny o další. Bylo stále více potřebné vzít v úvahu rozdílnosti ve společnosti jednotlivých zemí právě z hlediska dosaženého stupně krystalizace statusových proměnných. Do povědomí veřejnosti se pojem dostal v padesátých letech zásluhou amerického sociologa Gerharda Lenskeho. Vzhledem ke stále ne zcela dostačujícím výsledkům ověřování některých hypotéz týkajících se vývoje sociální struktury v industriálních společnostech se právě v těchto souvislostech později objevil i požadavek na mezičasové srovnání vývoje statusové konzistence v rámci jedné společnosti.

## Definice
„V abstraktní rovině (bez ohledu na výběr konkrétních proměnných) pak Moshe Hartman navrhuje jako nejvýstižnější definici statusové konzistence následující: entity sociálního systému S lze uspořádat k různými způsoby podle kritérií r1, r2,...,rk, přičemž pozice na škále r je v rámci S (sociálně) ceněna. Člen S, který je ve stejné pozici podle hodnot všech k, má vyrovnaný (konzistentní) status, v opačném případě nevyrovnaný (inkonzistentní) (Hartman 1974). Zájem se tedy soustřeďuje na "vzorec (konfiguraci) vztahů mezi pozicemi, které člověk (na různých stratifikačních škálách) zaujímá" (Mitchell 1964: 315), na vztahy, které, řečeno opět s Lenskim, tvoří nevertikální (non-vertical) uspořádání škál sociálního statusu. (Lenski 1954: 405)

U pojmu statusová konzistence by se také dalo zaměřit na to, podle kterých sociálních žebříčků je určeno sociální postavení lidí a kterých je tedy případně vhodné používat i v analýzách statusové inkonzistence. Základní proměnné stratifikační triády – vzdělání, povolání a příjem jsou nepostradatelnou součástí ideálního modelu fungování trhu práce. Tedy kvalifikace každého jedince odpovídá jeho pracovní pozici a ta by zase měla poskytovat adekvátní příjem. Vytváří se tak vertikální sociální rozvrstvení, ve kterém jsou lidé odlišení podle lidského kapitálu, jímž disponují, svého zaměstnání a příjmu. Je však jasné, že existují i jiné míry sociální nerovnosti, které je možné pro převedení obecných pojmů statusové inkonzistence použít. Jako jsou: pohlaví, věk, rasa, národnost, náboženství, typ vzdělání, moc, životní styl a další dimenze bohatství, jež nejsou pevně svázány s příjmem. Přesto zůstalo užití této základní proměnné stratifikační triády (vzdělání, povolání a příjem) zřejmě nejběžnějším přístupem.